# Австрийская хоккейная лига
Австрийская хоккейная лига (нем. Österreichische Eishockey-Liga, также известная как ICE Hockey League (International Central European Hockey League) или, с учётом имени спонсора bet-at-home ICE Hockey League — главная хоккейная лига Австрии. История лиги восходит к 1923 году, в период с 1923 по 1965 (за исключением 1936 и 1939—1945) годов в Австрии проводились ежегодные хоккейные турниры различного формата, победители которых объявлялись чемпионами Австрии. С сезона 1965/66 годов ведётся история современной Австрийской хоккейной лиги.
Лига первоначально включала в себя только австрийские команды, с недавнего времени включает команды из Словении (с сезона 2006/2007), Венгрии (с сезона 2007/2008), Хорватии (с сезона 2009/2010), Чехии (с сезона 2010/2011), Италии (с сезона 2013/2014) и Словакии (с сезона 2020/2021). В настоящий момент Австрию представляют лишь 8 из 14 участников турнира. Лига имела разных спонсоров, с сезона 2020/2021 именной спонсор лиги — bet-at-home.com. Предыдущий спонсор, с сезона 2003/2004, был «Sparkasse Bank» и его торговая марка Erste Bank.

## Состав в сезоне 2021/2022
| Команда                      | Город         | Основан | Стадион               | Вместимость | Участие в лиге      | Покинул лигу |
| ---------------------------- | ------------- | ------- | --------------------- | ----------- | ------------------- | ------------ |
| Дорнбирн Бульдогс            | Дорнбирн      | 1992    | Мессестадион          | 4270        | 2012/2013           |              |
| ЕК ГРАНД Иммо ВСВ            | Филлах        | 1923    | Штадтхалле Филлах     | 4800        | 1977/1978           |              |
| ЕК Ред Булл Зальцбург        | Зальцбург     | 1977    | Айсарена Зальцбург    | 3600        | 2004/2005           |              |
| ЕК-КАК                       | Клагенфурт    | 1909    | Штадтхалле Клагенфурт | 5500        | 1923/1924           |              |
| ХК Орли Зноймо               | Зноймо        | 1933    | Невога Арена          | 5500        | 2011/2012 2021/2022 | 2019/2020    |
| ХК Пустерталь Вёльфе         | Брунико       | 1954    | Риенцштадион          | 2050        | 2021/2022           |              |
| ХК ТИВАГ Инсбрук-Дайе Хайе   | Инсбрук       | 1994    | ОлимпияВорлд Инсбрук  | 7212        | 2013/2014           |              |
| ХКБ Зюдтироль Альперия       | Больцано      | 1933    | ПалаОнда              | 7220        | 2013/2014           |              |
| ХК Олимпия (2004)            | Любляна       | 2004    | Тиволи Холл           | 7000        | 2021/2022           |              |
| Гидро Фехервар АВ19          | Секешфехервар | 1960    | ДС имени Габора Очкаи | 3600        | 2007/2008           |              |
| АйКлиник Братислава Кэпиталз | Братислава    | 2015    | Ондрей Непала Арена   | 10055       | 2020/2021           |              |
| Мозер Медикал Грац99ерс      | Грац          | 1999    | Айсарена Либенау      | 4050        | 2000/2001           |              |
| Спусу Вена Кэпиталз          | Вена          | 2000    | Альберт Шульц Айсхолл | 7022        | 2001/2002           |              |
| Штайнбах Блэк Уингз          | Линц          | 1992    | Донаухолл             | 3800        | 2000/2001           |              |

## Бывшие и потенциальные участники
Среди команд, некогда игравших большую роль в лиге, но ныне не входящих в её состав, выделяются многократный чемпион Австрии «Фельдкирх», который по финансовым причинам перешел играть во вторую по силе Австрийскую национальную лигу после сезона 2000/2001. Из-за финансовых проблем лигу покинул словенский клуб «Акрони Есенице». 29 апреля 2013 хорватский «Медвешчак» на своём сайте разместил объявление, что команда покидает Австрийскую хоккейную лигу ради участия в Континентальной хоккейной лиге. 8 июля 2013 года в лигу был принят итальянский «Больцано». 24 апреля 2020 в лигу вступила словацкая «Братислава Кэпиталз».

## Правила турнира
В предыдущих розыгрышах 10 участников играли в регулярном чемпионате в 6 кругов, проводя по 54 игры. Затем 8 лучших команд играли в плей-офф в сериях до 4 побед. В сезоне 2011/2012 в связи с выросшим до 11 числом участников правила были изменены. Теперь все команды играют в 4 круга, проводя по 40 матчей. Затем команды были разделены на 2 группы, первые 6 команд боролись за титул регулярного чемпиона и более выгодное место в плей-офф в двухкруговом турнире; оставшиеся 5 разыграли два оставшихся места в плей-офф также в двухкруговом турнире. В обеих группах командам были начислены бонусные очки за результат на первом общем групповом этапе. Плей-офф прошёл по традиционной схеме, начиная с четвертьфиналов, в сериях до 4 побед.

## Титулы
Наиболее титулованной командой является самый старый коллектив лиги «Клагенфурт», выигрывавший турнир 31 раз (последний в 2019 году). Самый успешный коллектив последних лет — «Ред Булл» из Зальцбурга, за последние шесть лет победивший в четырёх розыгрышах. Действующий чемпион (сезон 2018/2019 годов) — «Клагенфурт».